# François-André Danican Philidor

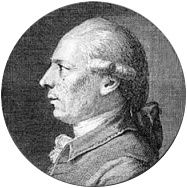
André Philidor

François-André Danican Philidor, född 7 september 1726 i Dreux, död 31 augusti 1795 i London, var en fransk kompositör och schackspelare. Han var sin tids starkaste schackspelare och myntade uttrycket "bönderna är schackspelets själ". År 1749 gav han ut den klassiska boken Analyse du jeu des échecs.
I sina 25 operor, bland dem Le Maréchal-Ferrant (1761), Tom Jones (1765), och Ernelinde, princess de Norvège (1767) visade han som kompositör sinne för dramatiska effekter och realism. 